# Johanniterkommende Bruchsal
Die Johanniterkommende Bruchsal war eine Niederlassung des Johanniterordens in Bruchsal (Landkreis Karlsruhe, Baden-Württemberg). 1272 besaßen die Johanniter bereits ein Haus in der Stadt. 1285 ist die Niederlassung bereits eine Kommende. Die späteren Kommendegebäude und die Kapelle standen östlich der Altstadt. Noch vor 1367 sank die Niederlassung zum Membrum (Filialhaus) der Johanniterkommende Heimbach herab. Um 1600 wurde sie wieder eigenständige Kommende, jedoch immer verbunden mit der Johanniterkommende Kronweißenburg im Elsaß, vorher ebenfalls ein Membrum von Heimbach. 1806 nahm das Großherzogtum Baden die Kommende in Besitz, beließ jedoch den letzten Kommendator zunächst gegen eine jährliche Pacht in der Nutznießung der Erträge der Kommende. 1809 wurde die Kommende Bruchsal schließlich doch verstaatlicht und verkauft. Die Kommende Kronweißenburg war bereits in den Revolutionskriegen 1794 von Frankreich verstaatlicht worden.

## Lage
Das erste Ordenshaus befand sich möglicherweise innerhalb der Stadt. Bald darauf wurden jedoch Kommendegebäude außerhalb der Stadtmauern an der Straße nach Bretten errichtet. Die genaue Lage ist nicht bekannt. Der Visitationsbericht von 1495 sagt zur Lage: „außerhalb der Stadt, wenn auch nur in geringer Entfernung.“ Die Gebäude können aber nur südlich der heutigen Württemberger Straße im Bereich der Einmündung der Kirchgasse in die Württemberger Straße gelegen haben, entweder mehr zur Stadt hin oder etwas weiter weg; wohl eher an letzterer Stelle. Zwischen Kirchgasse und Petersgasse liegen mehrere kirchliche Einrichtungen, und südlich schließt sich der Friedhof an.
Die kleine Kommendekirche wurde 1534 abgebrochen. Die Kommendegebäude wurden 1640 im Dreißigjährigen Krieg zerstört. Sie wurden nicht wieder aufgebaut. Von diesen Gebäuden vor der Stadt haben sich oberirdisch keine Reste erhalten. 1653 nahm die Kommende (wieder?) ihren Sitz in einem/dem als Lehen vergebenen Gebäude nahe der Stadtkirche. Auch dieses Gebäude existiert nicht mehr. Es lag in der Nähe der Stadtkirche im Bereich der Josef-Kunz-Straße/John-Bopp-Straße. Die Straßenzüge und die Bebauung haben sich in diesem Bereich der Altstadt völlig verändert. Es stand schräg zur heutigen Josef-Kunz-Straße und zog sich etwa von der Stadtkirche zur Mitte der John-Bopp-Straße.
In der Stadt Bruchsal erinnern heute nur noch der Straßenname „Johanniterstraße“ und die Bezeichnung „An der Komturei“ an die frühere Kommende der Johanniter. Sie haben aber keinen direkten Bezug zur Lage der Kommendegebäude.

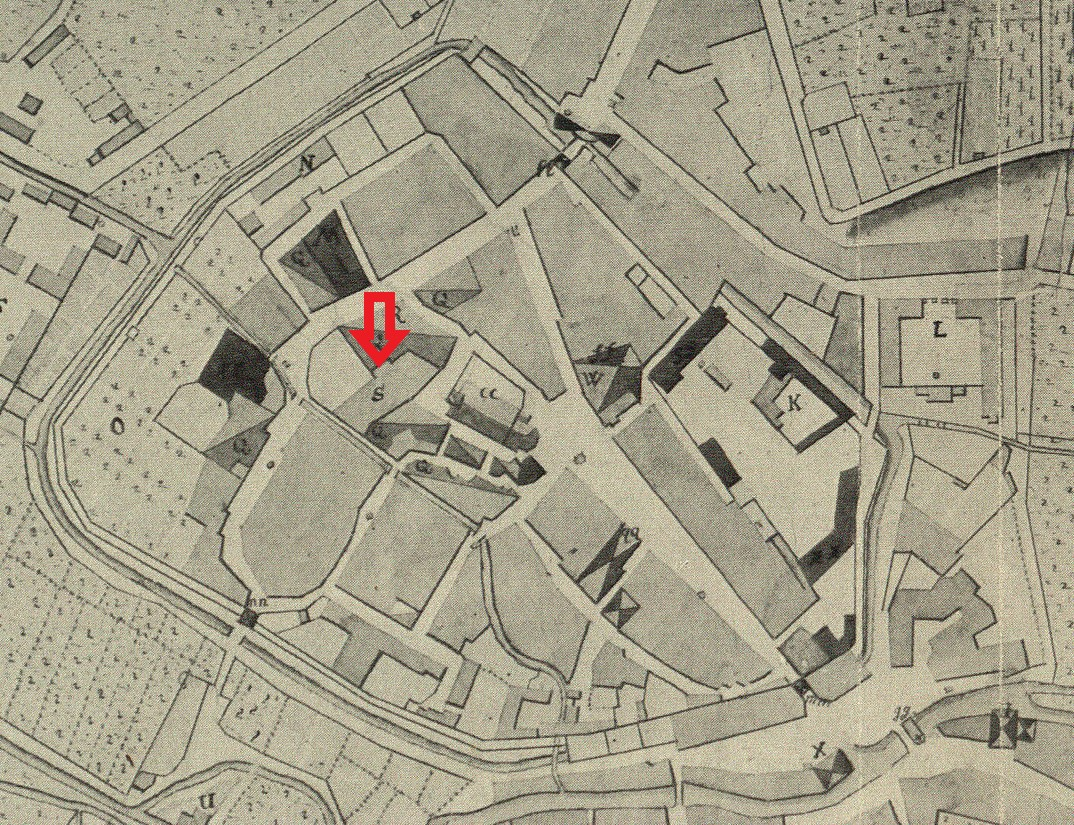
Altstadt von Bruchsal um 1780 (mit Pfeil auf das Gebäude der Johanniterkommende S = Maltheßer Ritter Hauß), Ordenshaus der Johanniter in der Altstadt von Bruchsal nach der 1640 erfolgten Zerstörung der Kommendegebäude außerhalb der Stadt (nach Hans Rott, Franz Xaver Kraus, 1913).

## Geschichte
Der Ort Bruchsal war 1056 von Kaiser Heinrich III. dem speyerischen Bischof Konrad I. geschenkt worden. Schon im 13. Jahrhundert verloren die Speyerer Bischöfe die weltliche Macht über ihren Bischofssitz Speyer. Sie verlegten den Bischofssitz zunächst nach Udenheim (das spätere Philippsburg) und im 17. Jahrhundert nach Bruchsal. 1683 war Bruchsal „die Hauptstadt des ganzen Bistums Speyer“ und die Burg „bischöfliche Residenz“.
1272 schenkte der Bruchsaler Bürger Eberhard von Odenheim den Brüdern des Johannesspitals in Bruchsal und Heimbach zwei Morgen bebauten Ackerlandes, gelegen in der tiefen Straße, und einen weiteren dritten Morgen Ackerland in Bruchsal selber. Die Johanniter besaßen um diese Zeit in Bruchsal ein Haus; es ist die erste Erwähnung eines Ordenshauses der Johanniter in Bruchsal. 1287 konnten die Johanniter eine größere Schenkung in Durlach und in Grötzingen in Empfang nehmen. 1292 schenkte Berthold von Mühlhausen dem Ordenshaus in Bruchsal sechs Anteile an seinem Hof in Bruchsal und außerdem das Dorf Gondelsheim bei Bretten.
1285 ist die Niederlassung in Bruchsal erstmals auch als Kommende belegt, als mit Eberhard von Eberstein der erste Kommendator der Niederlassung erwähnt wird.
1297 wird mit einem Bruder Richard bereits ein weiterer Kommendator der Niederlassung genannt, der einem kleinen Bruderkonvent und einem Ordensgeistlichen, der den Gottesdienst in der kleinen Ordenskapelle besorgte, vorstand. 1319 verkauften der Kommendator Burkhart von Pforzheim und die Brüder des Johanniterhauses in Bruchsal, mit Zustimmung des (Groß-)Priors Hermann von Hochberg, ein Drittel des Kornzehnten zu Büchenau und ein Drittel des Kornzehnten zu Neuthard um 54 Pfund Haller an das Kloster Frauenalb.
Innerhalb der Ordensorganisation gehörte die Kommende Bruchsal zu Beginn des 14. Jahrhunderts zur (Groß-)Ballei Alamania superior, die nicht weiter in Balleien unterteilt wurde. Die Ballei Obere Lande der Johanniter war die größte Ballei innerhalb des Großpriorats Alamania.
1367 war die Kommende Bruchsal bereits zum Membrum (Glied, Filialhaus) der Johanniterkommende Heimbach herabgesunken. Die Sollzahl für das Personal in Bruchsal war ein Ordensgeistlicher und drei Laienbrüder.
Ende Oktober 1475 übertrug der Heimbacher Kommendator Jakob Ryffenberg dem Ordenskaplan Johann Deschler das Ordenshaus Bruchsal auf Lebenszeit. Er hatte eine jährliche Pacht von 100 Gulden und ein Fuder Rotwein an den Kommendator zu entrichten, die in zwei Raten zu 50 Talern an Mariä Himmelfahrt (15. August) und auf Martini (11. November) zu entrichten war.
Bei der Visitation von 1495 hatte Johann Deschler das Ordenshaus immer noch in Pacht. Das Ordenshaus und die Kapelle werden als nicht sehr geräumig bezeichnet. In der Kapelle gab es drei Altäre. Der Hauptaltar war Johannes dem Täufer geweiht, die Seitenaltäre der Hl. Maria und den Aposteln Philippus und Jakobus. Johann Deschler hatte an Sonn- und Feiertagen die Messe in der Kapelle zu lesen.
Seit der Reformation wurde der Besitz des Membrums Bruchsal von weltlichen Administratoren verwaltet. Seit 1587 musste der Administrator sogar ein Bürger der Stadt Bruchsal sein. 1534 wurde durch diesen weltlichen Administrator die Kapelle der Niederlassung abgerissen, trotz des Protestes des damaligen Bischofs von Speyer, Philipp von Flersheim.
Im Verlauf des Dreißigjährigen Krieges wurden die außerhalb der Stadtmauern Bruchsals liegenden Kommendegebäude zerstört und nicht wieder aufgebaut. In der Stadt besaß der Orden ein Haus, das allerdings seit 200 Jahren einer Familie Massenbach zu Lehen gegeben war. 1602 war das Haus sogar weiter verkauft worden. 1632 hatte die Witwe des letzten Lehensmannes einen schwedischen Offizier geheiratet und war mit ihm nach Schweden gezogen. Der Orden wollte nun das Haus als erledigtes Lehen einziehen. Allerdings war das Haus nun von einem kaiserlichen Oberst namens Bamberger beschlagnahmt worden. Für seine Verdienste bei der Eroberung von Philippsburg erhielt er vom Kaiser die Ordensgüter gegen einen Zins von jährlich 3 Gulden, 7 Batzen und 8 Pfennig. Der Orden protestierte gegen diese Entscheidung, konnte aber zunächst nichts erreichen. 1644 eroberten französische Truppen Bruchsal, und Bamberger musste fliehen. Doch nun beschlagnahmte der Speyerer Bischof und Kurfürst und Erzbischof von Trier Philipp Christoph von Sötern am 1. Oktober 1645 in seiner Funktion als Stadtherr die Ordensgüter. Er war erst im April 1645 aus kaiserlicher Gefangenschaft entlassen worden. Er ließ die Besitztümer der Kommende von einem von ihm eingesetzten Schaffner aufnehmen. Der Grundbesitz umfasste 58,5 Morgen Ackerland, 22,5 Morgen Wiesen, 3 Morgen Weingärten, 2,5 Morgen Garten, etwa 6 Morgen Wald und 14 Morgen, die gegen Zins ausgegeben waren. Der Orden versuchte natürlich die Kommende wiederzubekommen, hatte jedoch bis zum Tod Söterns 1652 keinen Erfolg. Erst unter dessen Nachfolger im Speyerer Bischofsamt, Lothar Friedrich von Metternich-Burscheid, erhielt der Orden am 13. März 1653 seine Kommende zurück.
1615 erscheinen Bruchsal und Kronweißenburg nicht mehr als Membra von Heimbach, sondern als eigenständige Kommenden. Wann genau diese Herauslösung geschah, lässt sich mangels Urkunden nicht genau sagen. In der Liste der Kommenden in seinem Testament, denen Andreas Sturmfeder vorstand, lässt sich allerdings nicht sicher entnehmen, ob Bruchsal und Kronweißenburg zu diesem Zeitpunkt bereits kombiniert waren. Da sie aber hintereinander folgen, ist dies bereits anzunehmen.

## Der Kommendebesitz 1798
Das von Karl Herrlich bereits 1880 publizierte Repertorium über alle Cabranen oder Lagerbücher und Beraine der hochritterlichen Johanniter-Ordens deutschen Großpriorats-Häuser und Commenden. Verfertigt mit Ende 1798 weist für Bruchsal Besitz in bzw. Einnahmen aus folgenden Orten aus:
- Bruchsal
- Forst
- Gochsheim
- Gondelsheim (Gundelsheim)
- Hambrücken
- Münzesheim
- Neuthard (Neudhart)
- Unteröwisheim (Niederöwisheim)
- Oberöwisheim
- Oberacker
- Weiher (Weyher)
- Ubstadt (Uebstatt)

## Das Ende der Johanniterkommende Bruchsal
1805 nahm das Großherzogtum Baden die Kommende Bruchsal in Besitz. Sie beließ jedoch den letzten Kommendator Maria Adam Reich von Reichenstein gegen eine jährliche Pacht von 2.000 Gulden als Pächter auf der Kommende. Der Pachtvertrag war zwar auf fünf Jahre abgeschlossen, 1809 aber verstaatlichte die badische Regierung die Kommende und verkaufte sie 1813 für 78.688 Gulden. Die damalige Vermessung ergab nun einen Grundbesitz von 330 Morgen, 3 Viertel und 25 Quadratruten. Die Geldgefälle, also Zinseinnahmen aus verpachtetem Grundbesitz, betrugen 861 Gulden und 56 Kreuzer jährlich.
Der letzte Kommendator Maria Adam Reich von Reichenstein soll allerdings laut eigenen Angaben ein jährliches Einkommen von 7.700 Gulden aus der Kommende gehabt haben. Nach der Aufhebung der Kommende 1809 verglich er sich mit dem Großherzogtum Baden und erhielt eine jährliche Pension von 1.600 Gulden, die später freilich gekürzt wurde. Maria Adam Reich von Reichenstein starb verarmt am 20. November 1821.

## Komture/Kommendatoren
| Amtszeit                          | Kommendator/Statthalter | Sonstige Ämter und Bemerkungen |
| --------------------------------- | --- | --- |
| 1285                              | Eberhard von Eberstein | Kommendator von Bruchsal (den Commenthur von Prüssel) |
| 1287                              | Richard | Kommendator von Bruchsal |
| 1305                              | Albrecht von Katzenstein | Kommendator von Bruchsal, 1300 Kommendator in Kleinerdlingen, 1304 Kommendator in Schwäbisch Hall, 1307 Kommendator in Würzburg, 1311 Kommendator in Mergentheim |
| 1317                              | Johann von Hermolsheim/Hermersheim | Kommendator von Bruchsal |
| 1319                              | Burkhard von Pforzheim | Kommendator von Bruchsal, war 1310 bis 1312 Kommendator in Hemmendorf |
| 1418 bis 1426                     | Konrad von Biblis | Kommendator in Heimbach, Bruchsal war schon der Kommende Heimbach unterstellt |
| 1418                              | Konrad von Burgel | Statthalter in Bruchsal, Statthalterschaft wurde ihm von Kommendator Konrad von Biblis verliehen |
| 1475 bis 1495                     | Johann Deschler | Ordenskaplan. Die Kommende war ihm 1475 vom Kommendator in Heimbach auf Lebenszeit gegen eine jährliche Pacht von 100 Gulden übertragen worden. |
| 1522                              | Johannes Stumpf | Prior in Bruchsal |
| 1615, 1621 bis 1626               | Andreas Sturmfeder von Oppenweiler (* 28. November 1570, † 1644) | Kommendator von Bruchsal und Kronweißenburg, 1604 bis 1626 (bis 1644?) Kommendator in Frankfurt, Rüdigheim, Mosbach, 1604 bis 1631 Kommendator in Tobel und Feldkirch, 1615 machte er sein Testament |
| 1628 bis 1645                     | Nikolaus von Fleckenstein (* 1580, † 1645) | 1600 in den Orden eingetreten, 1628 Kommendator in Hasselt, Bruchsal und Kronweißenburg, 1634 und 1635 Großbailli |
| 1645 bis 1653 (1654?)             | Wilhelm Hermann von Metternich zu Heddesdorf und Broel († 7. Mai 1654) | Kommendator von Bruchsal und Kronweißenburg, am 8. Januar 1627 in den Orden aufgenommen, 1646 bis 1650 Großbailli, 1650 bis 1654 Prior von Dacien, 1638 bis 1654 Kommendator in Basel und Rheinfelden, 1647, 1649 und 1650 Rezeptor in Oberdeutschland |
| 1674                              | Johann Balthasar von Drandorf | 1664 Kommendator in Schwäbisch Hall und Affaltrach, 1667 Statthalter des Großbailli, 1675 bis 1679 Kommendator in Herrenstrunden |
| (1685) bis 1686                   | Johann von Roll zu Emmenholz (* 4. August 1647 in Solothurn, † 16. Februar 1696) | Kommendator in Bruchsal und Kronweißenburg, er reiste 1668 nach Malta, wurde 1670 in den Orden aufgenommen, 1676 bis 1683 Kommendator in Basel und Rheinfelden, 1685 bis ? Kommendator in St-Jean-de-Bassel und Dorlisheim, 1682 bis 1696 Kommendator von Münchenbuchsee, 1682 bis 1696 Kommendator in Hohenrain und Reiden, 1685 bis 1696 Admodiator von Leuggern-Klingnau, ?1694 bis 1696 Kommendator in Sulz, Colmar und Mülhausen (nicht erwähnt 1695) |
| 30. Oktober 1686 bis 1688         | Johann Heinrich Ludolf von Falck († gefallen auf Euböa 1688) | |
| 10. Mai 1690 bis 1733             | Wolfgang Philipp von und zu Guttenberg (* 29. Juli 1647 auf Schloss Marloffstein in Marloffstein, Mittelfranken; † 4. Dezember 1733 auf Malta, begraben in der St. John’s Co-Cathedral in Valletta) | Kommendator von Bruchsal und Kronweißenburg, er wurde am 27. Juli 1669 in den Orden aufgenommen, um 1680 Kommendator in Rottweil, 1726 bis 1733 Titular-Bailli von Brandenburg, 1695 bis 1733 auch Kommendator von Kleinerdlingen |
| 5. Dezember 1733 bis 1748         | Kasimir Anton Ferdinand Graf Waldbott von Bassenheim/Paschenheim († 1748) | Kommendator in Bruchsal und Kronweißenburg, Militär in lothringischen Diensten |
| (1749?) 1750 bis 1755             | Johann Baptist Freiherr von Schauenburg (* 29. August 1701 in Herlisheim; † 6. März 1775 in Valletta, Grabplatte in der Ordenskirche noch vorhanden)                                                | Kommendator in Bruchsal und Kronweißenburg, 1704 in den Orden aufgenommen, 1723 Militär im Regiment Picardie, Kapitän der Ordensgaleeren, 1735 Rat der deutschen Zunge, 1752 bis 1775 Kommendator von Villingen, 1752 bis 1755 Großbailli, 1755 bis 1775 Großprior und Reichsfürst |
| 1756 bis 1762                     | Carl Albert Graf Fugger von Kirchberg (* 13. April 1721, † 1762) | Kommendator von Bruchsal und Kronweißenburg (1750?) 1751 bis 1754 (1756?) Kommendator in Affaltrach und Schwäbisch Hall |
| 1762 bis 30. April 1772           | Fidelis Joseph Felix Ignatius Freiherr von Schönau-Wehr (getauft 19. Mai 1722 in Waldshut, † 27. Juli 1783 in Lage, begraben in der Mitte der Kirche vor dem Hochaltar)                             | Kommendator in Bruchsal und Kronweißenburg, wurde 1750 in den Orden aufgenommen, Studium in Freiburg i. Br., ab 1758 Kommendator in Hasselt, tauschte nach Kraienhorst zum 1. Mai 1772 die Kommenden Bruchsal und Kronweißenburg gegen Lage und Herford ein. In den Genealogischen Reichs- und Staatshandbüchern ist er fälschlich bis 1776 als Kommendator von Bruchsal und Kronweißenburg verzeichnet.                                                   |
| 1. Mai 1772 bis 11. November 1774 | Johann Kaspar Fidel Freiherr von Schönau-Wehr (* 2. Januar 1700, † 11. November 1774 in Malta, 75 Jahre alt, begraben in der St. John’s Co-Cathedral in Valletta)                                   | Kommendator von Bruchsal und Kronweißenburg (nach Inschrift Grabplatte), Onkel des vorigen Kommendators, 1750 bis 1774 Kommendator von St. Johann Bassel und Dorlisheim, 1758 bis 1764 Großprior von Dacien, 1767 bis 1771 Großbailli, tauschte zum 1. Mai 1772 die Kommenden Bruchsal und Kronweißenburg gegen die Kommenden Lage und Herford ein. |
| 1. Mai 1776 bis 1793              | Franz Philipp Morent Freiherr von Schönau (* 2. März 1734, † 12. Oktober 1800, Epitaph in der St. Bartholomäus-Kirche in Heitersheim)                                                               | Kommendator von Bruchsal und Kronweißenburg, 1755 bis 1764 Kommendator in Überlingen, 1764 bis 1776 Kommendator von Trier, Adenau und Niederbreisig, 1793 bis 1800 Kommendator von Kleinerdlingen, 1785 bis 1787 (Titular-)Bailli von Brandenburg, 1787 bis 1796 Großbailli, 1797 bis 1800 Großprior von Dacien, 1785 Generalrezeptor in Deutschland |
| 1. Mai 1793 bis 1805 (1809)       | Maria Adam Freiherr Reich von Reichenstein zu Inslingen (* 7. September 1752, † 20. November 1821)                                                                                                  | letzter Kommendator in Bruchsal und Kronweißenburg (seit 1801 nur noch über die rechtsrheinischen Besitzungen), am 2. Mai 1756 in den Orden aufgenommen. Erhielt nach der Aufhebung der Kommende ab 1809 eine jährliche Pension von 1.600 Gulden, die später aber gekürzt wurde. |

## Weblink
- Komturei Heimbach – Geschichte der Unterkomtureien

Koordinaten: 49° 7′ 27,9″ N, 8° 35′ 47,2″ O